# Instituto de Derecho Público de la Universidad Central de Venezuela
El Instituto de Derecho Público de la Universidad Central de Venezuela es un centro de investigación en Derecho Público, integrado en su Facultad de Ciencias Jurídicas y Políticas. Su sede está en la Ciudad Universitaria de Caracas.
Durante décadas fue el centro de investigación en Derecho Público más importante del país. En palabras del jurista Allan Brewer-Carías, «entre todas las instituciones universitarias que contribuyeron a ese desarrollo del derecho administrativo en el período del Estado democrático de derecho, sin duda, el rol determinante lo jugó el Instituto de Derecho Público de la Facultad de Derecho (luego transformada en Facultad de Ciencias Jurídicas y Políticas) de la Universidad Central de Venezuela, el cual durante buena parte de la segunda mitad del siglo XX, fue la institución que asumió el liderazgo en la materia».

## Historia
El Instituto de Derecho Público fue fundado, con el nombre de Seminario de Derecho Público, en el año 1948. En 1953 cambió su denominación por la actual. Sus más de 7 décadas se encuentran ampliamente documentadas.
Casi todos los profesores venezolanos de Derecho Público han tenido participación directa o indirecta en ese Instituto, como personal permanente, contratado o visitante, al igual que numerosos profesores extranjeros, entre ellos Massimo.Severo Giannini, Sebastián Martín Retortillo, Enrique Sayagués Laso o Enrique Silva Cimma.
Durante décadas fue la principal fuente de bibliografía en Derecho Público en Venezuela, producto de sus eventos, seminarios y proyectos de investigación. La Revista de Derecho Público tuvo además su génesis en ese Instituto.
En suma, «en el Instituto se formarían las nuevas generaciones de profesores de Derecho Constitucional y Administrativo, se impulsarían investigaciones y la salida al extranjero de jóvenes profesores para su formación, además de eventos académicos con invitados nacionales e internacionales, junto con la publicación de muchos estudios en torno al Derecho Público».
Luego de un tiempo de disminución de su actividad, en los últimos años el Instituto ha recuperado presencia y proyección. En la actualidad, producto de alianza con el Centro para la Integración y el Derecho Público, ha digitalizado parte de su fondo editorial.

## Dirección
La organización y funcionamiento del Instituto se prevé en su Reglamento Interno.

### Directores
Su primer Director fue el profesor español, afincado en Caracas, Antonio Moles Caubet (1948-1978). Luego el Instituto fue dirigido por los profesores Allan Brewer-Carías (1978-1987), Gustavo Urdaneta Troconis, Armando Rodríguez García (1987-1994), Jesús Caballero Ortiz (1994), Alfredo Arismendi y, de nuevo, Gustavo Urdaneta Troconis.

### Consejo Técnico
El Instituto cuenta con un Consejo Técnico, de carácter asesor y en algunos casos decisor. En la actualidad, lo integran los profesores Gabriel Ruan Santos  Margarita Escudero, Jorge Luis Suárez, Claudia Nikken, Jesús Caballero Ortiz y Ana María Ruggeri. Con anterioridad han sido consejeros los profesores José Araujo-Juárez, José Peña Solís, Manuel Rachadell, Armando Rodríguez García, Enrique Sánchez Falcón y Antonio Silva Aranguren.